# (9428) Angelalouise
(9428) Angelalouise (1996 DW2) – planetoida z pasa głównego asteroid okrążająca Słońce w ciągu 4,47 lat w średniej odległości 2,71 j.a. Odkryta 26 lutego 1996 roku.